# Bu Mariam
Bu Mariam (in arabo بو مريم‎?, Bū Maryam) è un centro abitato della Libia, nella regione della Cirenaica.